# X&Y
Não pode ser confundido com o Sistema de coordenadas.
X&Y é o terceiro álbum de estúdio da banda britânica de rock alternativo Coldplay, lançado em 6 de junho de 2005 no Reino Unido através da gravadora Parlophone, e um dia depois pela Capitol Records nos Estados Unidos.
O álbum foi produzido pela banda e pelo produtor musical britânico Danton Supple. O produtor britânico Ken Nelson iria produzir várias faixas do álbum, porém, muitas canções escritas durante as sessões foram descartadas devido a insatisfação da banda. O álbum possui atmosferas espaciais e eletrônicas, trazendo influências de pós-punk, psicodelia, space rock e música ambiente. A arte da capa do álbum é uma combinação de cores e blocos, que é uma representação do código Baudot.
O álbum contém doze faixas e uma faixa adicional oculta, "Til Kingdom Come". É omitida na lista de músicas no encarte do álbum, mas listada como "+" no rótulo do disco e dentro do encarte do mesmo. Ele foi originalmente planejado para o cantor e compositor americano Johnny Cash para gravá-lo com Martin, mas Cash morreu antes que ele tivesse a oportunidade de gravá-la. A canção "Talk" apareceu na lista da trilha principal, embora tenha sido reservada somente como um B-side para os subsequentes singles do álbum, depois que vazou online no início de 2005.
Originalmente intitulado Zero Theory, X&Y foi lançado em uma época em que artistas do rock industrial também lançaram, como With Teeth do Nine Inch Nails. O álbum foi considerado um marco na carreira da banda, entrando no topo de várias paradas musicais em todo o mundo, incluindo o Reino Unido e os Estados Unidos, onde ficou em primeiro lugar. Com vendas acumuladas de cerca de 13 milhões de cópias, X&Y foi o álbum mais vendido, lançado em 2005, mundialmente.
As críticas para X&Y foram em sua maioria positivas, mas os críticos do álbum sentiram que não correspondia inteiramente às normas do seu antecessor lançado em 2002. Foram lançados quatro singles para promover o álbum; "Speed of Sound", "Fix You", "Talk" e "The Hardest Part".

## Antecedentes
Em março de 2004, o Coldplay anunciou em detalhes da produção de X&Y. Os planos iniciais eram para ficar de fora dos olhos do público durante todo o ano. O vocalista Chris Martin disse, "Nós realmente achamos que temos de nos afastar por um tempo, e nós certamente não iremos divulgar nada este ano, porque eu acho que as pessoas estão um pouco cansados de nós." Este plano, entretanto, não foi devido à pressão de seu segundo álbum A Rush of Blood to the Head, mas segundo eles, só estavam tentando "fazer a melhor coisa que ninguém nunca ouviu falar".
Antes do anúncio, Martin, o guitarrista Jonny Buckland, e o produtor britânico Ken Nelson haviam começado a gravar demos enquanto estavam em Chicago, Illinois. A banda então entrou em um estúdio de Londres em janeiro de 2004.

## Gravação

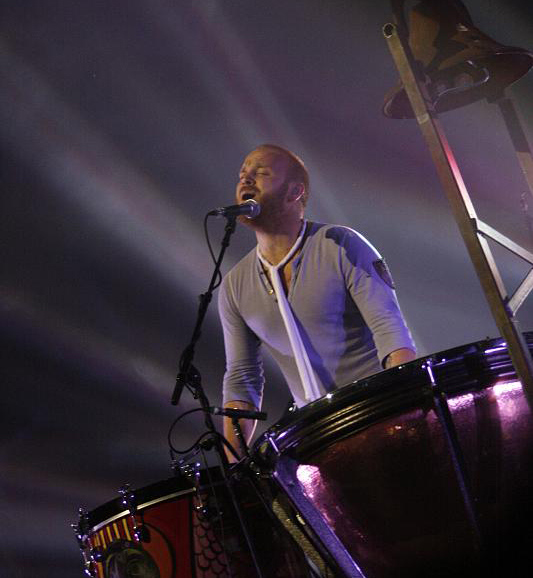
Will Champion performing "Viva la Vida" during the band's 2008 tour Viva la Vida

A banda passou dezoito meses trabalhando em torno do álbum. O álbum lançado é a terceira versão que a banda produziu durante as sessões finais, e alguns têm mesmo o considerado como o seu quinto álbum. A banda não estava satisfeita com os resultados de suas sessões iniciais com Nelson, que produziu os dois álbuns anteriores. Como resultado, eles mudaram os sons das músicas em gravações por longa distância. E os trabalhos de Nelson foram dispensados, não podendo produzir o restante do álbum do Coldplay.
A data de lançamento inicial fixada foi para 2004, e a banda teve de adiar o álbum para início de 2005. Mas como a data marcada estava se aproximando, e a banda novamente descartou canções, pois as julgaram como "chatas" e "frias". Sessenta canções foram escritas para essas seções, dos quais cinqüenta e duas foram descartadas. A banda começou a ensaiar as músicas para uma turnê de planejada, e sentiram que as canções soavam melhor ao vivo, em comparação com suas versões gravadas. "Nós percebemos que realmente algumas canções estavam soando melhor, porque nós estávamos tocando como fizemos na gravação, então pensamos que era melhor voltar e re-graválas." O guitarrista Jonny Buckland afirmou que a banda havia se "empurrado para a frente em todas as direções" durante a produção do álbum, mas sentiram que parecia que eles estavam indo para trás em relação às suas obras anteriores.
Em busca da perfeição, Coldplay teve de dar um "passo acima de alguns entalhes e trabalhar duro para obtê-lo direito". A banda optou por Danton Supple, que fez a mixagem do volume de A Rush of Blood to the Head, para supervisionar a produção de X&Y. Quando era janeiro, a banda teve que terminar o álbum; e estavam conscientes de que a pressão das "expectativas para o registro de maior crescimento" e essa "conclusão tornou-se mais e mais resistente". Finalmente, terminaram a canção "Square One", com Martin descrevendo-a como "um pedido de armas" e um "apelo" a cada um deles de "não se deixar intimidar por nada nem ninguém". Uma vez terminado, a banda sentiu que poderia fazer suas próprias canções e não pensar em mais em nenhuma demanda. Durante este mês, a banda foi para a semana final de produção e colocou os últimos retoques nas faixas.
O baterista Will Champion mais tarde admitiu que a banda não estava com pressa em terminar o álbum "porque a perspectiva de uma nova turnê foi tão assustadora que sentimos que devíamos dar um tempo, e também queríamos ter certeza de que era o melhor que poderia ser". A banda não tinha prazo, segundo ele, o que causou-lhes que não se sentiam pressionados a terminar alguma coisa. Depois de um prazo adequado que foi imposta sobre a banda, eles se tornaram mais produtivos do que as sessões anteriores. Até este momento, a banda tinha escrito "cerca de 14 ou 15 músicas". Martin acrescentou que a razão pela qual eles demorarem a acabar foi que eles haviam "...mantido [adicionando] o acabamento [de toques] a gravação, até que foi tarde demais ... [eles] não deram ouvidos a ele [Supple], no momento, porque apenas queriamos encontrar alguma coisa para voltar atrás e mudar."

## Estilo

### Musical

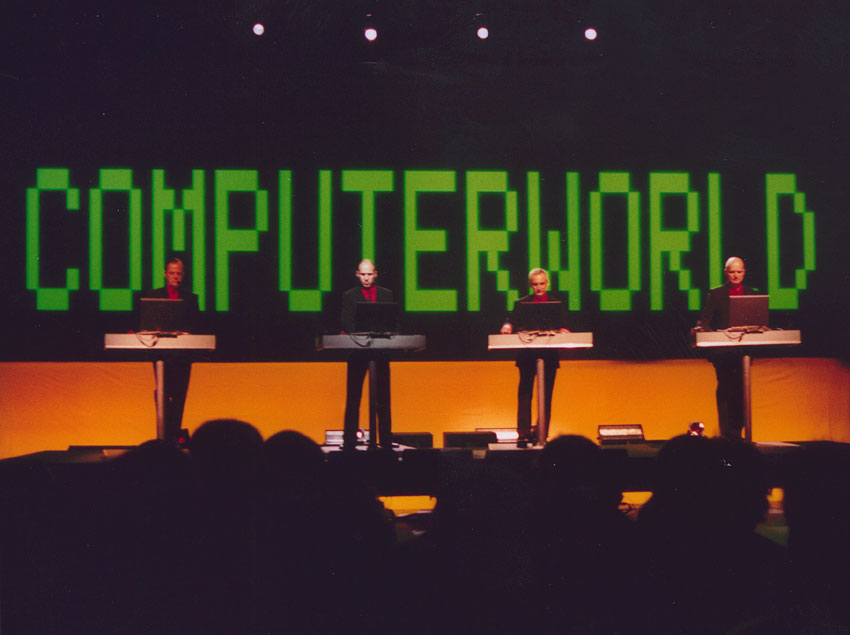
Coldplay recebeu permissão do Kraftwerk para usar o riff de guitarra de "Computer Love" para a faixa "Talk".

Coldplay citou várias influências no álbum. O alemão de música eletrônica pioneiro Kraftwerk é evidente na canção "Talk", que emprestou seu gancho sintético a partir da canção de 1981 "Computer Love". Também está presente a música eletrônica de 1970 feito pelos músicos ingleses David Bowie e Brian Eno. Coldplay recebeu permissão do Kraftwerk ao usar o riff principal de "Computer Love" para a faixa "Talk", enquanto Eno jogou apoio de sintetizadores na faixa "Low". O primeiro single, "Speed of Sound", também foi inspirado no ritmo da cantora-compositora inglesa Kate Bush com a canção "Running Up That Hill". De acordo com Jon Pareles da The New York Times, a banda tentou "levar a beleza de "Clocks" em todo o álbum, emprestando alguns de seus recursos sonoros para canções como "Speed of Sound".
"Fix You" apresenta um som de órgão e piano. A canção começa com uma balada silenciosa em um órgão elétrico, incluindo um falsete Martin. A canção, em seguida, constrói músicas uma guitarra acústica e som de piano. O som então se desloca com uma linha melancólica de três notas de guitarra, com toque através de um ritmo trazendo otimismo. Sua instrumentação é variada com o som dos órgãos estilo a de uma igreja que paira por todo o fundo, notas de piano, riffs de guitarra acústica e eléctrica, bateria e um coro longo. "The Hardest Part" é uma balada em forma de piano, e sua melodia começa com duas notas de piano, seguido com linhas de guitarra elétrica. Também inclui um ritmo lento, e de percussão. A faixa termina com a banda tocando o instrumento de riffs repetidas vezes. "Talk" é construída em torno de um lick de guitarra simples feita por Jonny Buckland. A faixa inclui um ritmo hipnótico, com Will Champion acrescentando uma batida metronomic com a bateria. A canção apresenta sintetizadores que também pode ser notável na canção dos Kraftwerk "Computer Love". Além disso, acrescenta uma nota com riffs mais abrasivos durante a decomposição perto do fim da canção. "Speed of Sound" é uma canção com base de piano. A canção tira proveito de um riff insistente ornamentado do teclado e um coro ocupado, mas com melodias menos melosas, em que a música desenvolve um enorme tambor e um sintetizador pesado no refrão, que inclui também um clima otimista.

### Lirical
Liricamente, X&Y fez uma aparente mudança de seus predecessores. Em suas obras anteriores, Martin cantou principalmente na primeira pessoa "Eu", e moveu-se para a segunda pessoa "Você". Assim, as canções do álbum são reflexos de Martin sobre "dúvidas, medos, esperanças e amores" com letras que são "sérias e extravagantes".

## Capa

O título do álbum se deve ao sistema de coordenadas.

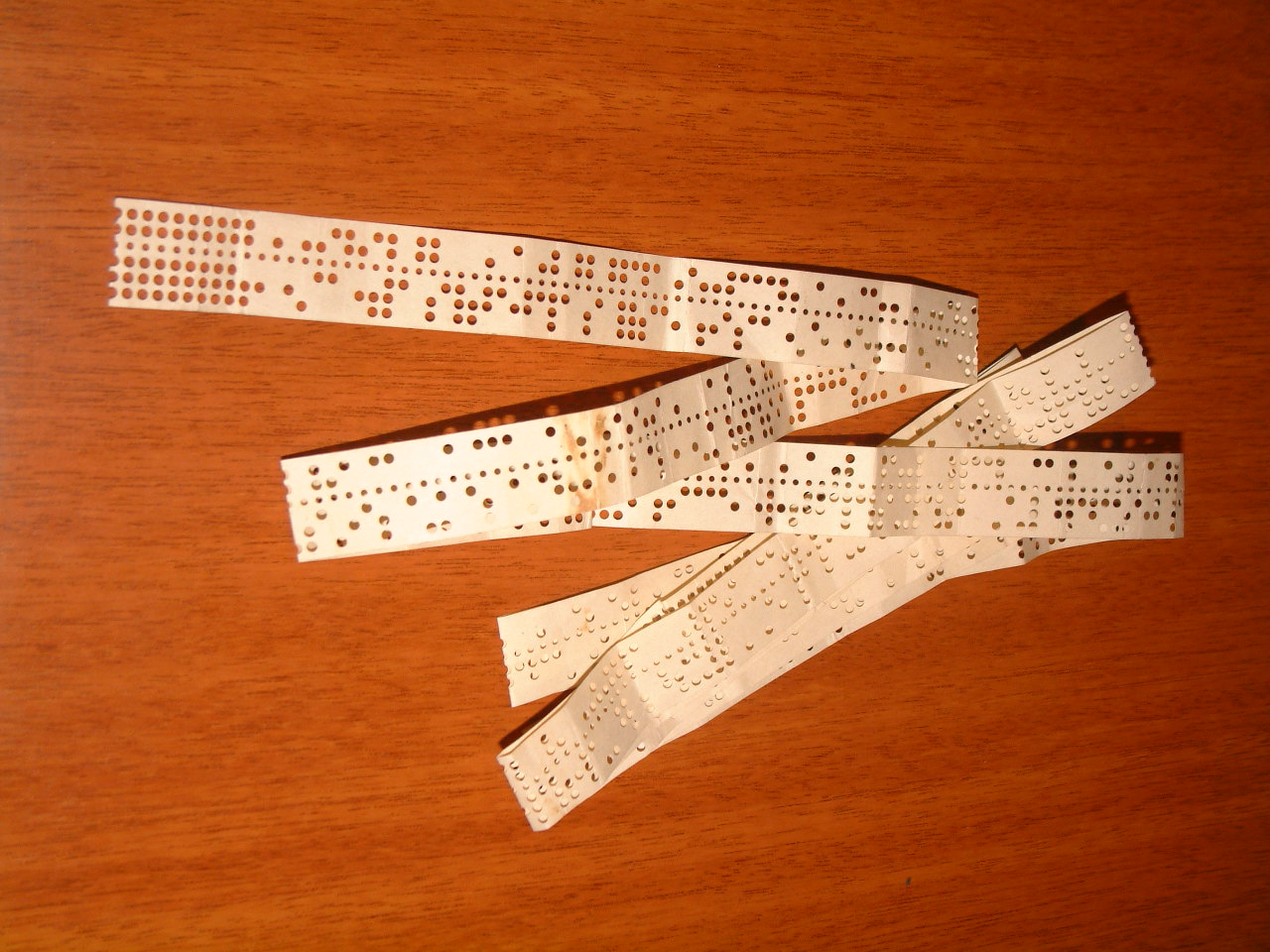
O código de Baudot foi a principal influência para a arte da capa de X&Y.

A arte da capa do álbum foi concebido pelo duo design gráfico Tappin Gofton (também conhecido como Mark Tappin e Simon Gofton). A imagem, que é visualizado através de uma combinação de cores e blocos, é uma representação gráfica da código Baudot, e uma forma primitiva de comunicação telegráfica através de uma série de zeros para se comunicar. O código foi desenvolvido pelo francês Émile Baudot em 1870, e era um método amplamente usado de comunicação terrestre e telégrafo.
O alfabeto do código é apresentado no encarte do álbum, e se for aplicada com o código da imagem da capa, revela "X&Y". A lista de faixas, incluindo no encarte, CD, e atrás do álbum, foi usado "X#" nas faixas 1–6, e "Y#" para as faixas 7–12, ao invés do convencional sistema do alinhamento. A última página do encarte contém o slogan "Make Trade Fair", o nome da organização internacional que Martin apóia. A banda dedica o álbum a "BWP" que é apresentado também no interior do encarte; que representa Bruce W. Paltrow, o falecido pai da então esposa de Martin, Gwyneth Paltrow. Todos os singles lançados do álbum contém características de seus títulos no mesmo código em suas respectivas capas. Martin, muitas vezes, usa fitas coloridas em suas mãos, enquanto está no palco, como uma referência ao álbum.

## Lançamento e promoção

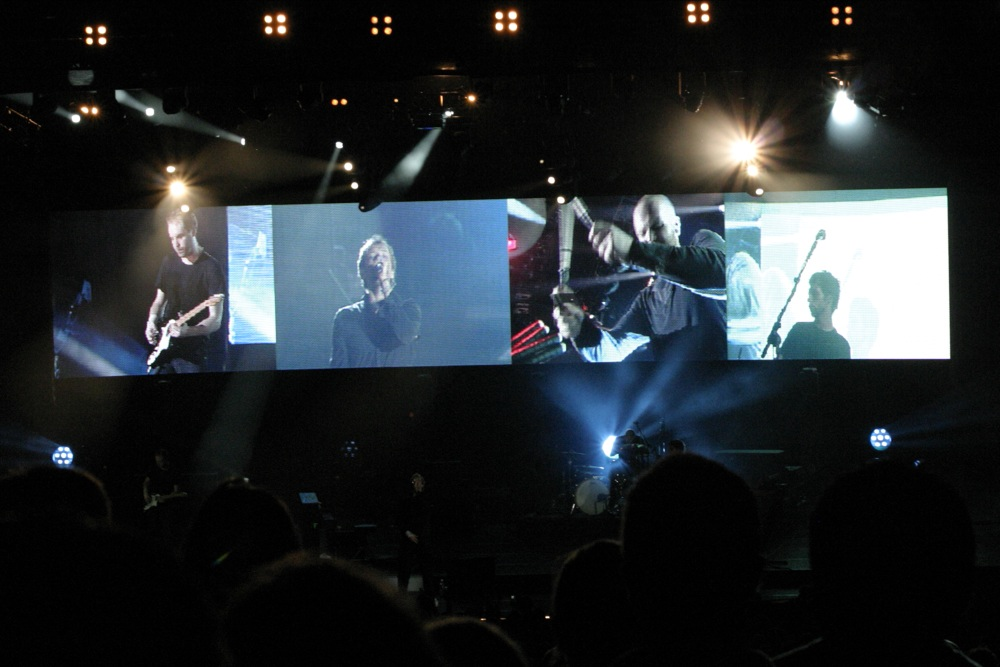
A Twisted Logic Tour foi a turnê de divulgação de X&Y em 2005 e 2006.

X&Y foi inicialmente prevista para um lançamento em 2004, embora as notícias iniciais relataram que não seria lançado até 2005; no entanto, por causa de preferências pessoais, músicas gravadas em várias sessões foram descartadas e alteraram a data de lançamento, prevista para janeiro 2005. No entanto, a data prevista passou e a banda teve que definir outra data. No início de 2005, o álbum, com rumores de ser chamado Zero Theory, teve uma data de lançamento destinada entre março e maio de 2005. No início de abril, a banda finalizou a lista de faixas do álbum. Eventualmente, o álbum foi lançado em 6 de junho de 2005 no Reino Unido pela gravadora Parlophone. Foi lançada em 7 de junho nos Estados Unidos pela Capitol Records. O álbum foi lançado com o sistema de proteção contra cópia de controle em algumas regiões. Em 2008, a Capitol lançou uma versão remasterizada do álbum com dois discos de vinil de 180-gramas, como parte da série "From the Capitol Vaults".
Cerca de três meses antes do lançamento do álbum, Coldplay começou a tocar várias músicas do álbum durante performances ao vivo. A banda fez uma performance de abertura na estação de rádio pública KCRW no anual A Sounds Eclectic Evening, cantando cinco músicas de X&Y e algumas de suas antigas canções favoritas. Para a canção "The Scientist, Martin cantou um de seus versos para trás, uma técnica que ele aprendeu durante a gravação de seu videoclipe.
O álbum possui quatro singles principais que foram lançados internacionalmente; "Speed of Sound", "Fix You", e "Talk" em 2005 e "The Hardest Part" em 2006. Um quinto single, "What If", foi lançado em junho de 2006 nas estações de rádio na França e em porções de lugares com língua francesa da Bélgica e da Suíça. Um CD comercial também foi lançado na Bélgica e possui o mesmo B-side como "The Hardest Part" ("How You See the World", gravado ao vivo em Earls Court), que foi lançado em outros mercados europeus, assim como no Japão e Austrália. O single apresenta o "Tom Lord-Alge Mix" de "What If" como o A-side, que difere da versão do álbum usual. Finalmente, em 2007, "White Shadows" foi lançado como single na América Latina, para coincidir com a banda em 2007 na Latin America Tour. Isso também complementou o especial "Tour Edition" do álbum que foi lançado nessas regiões.

## Recepção

### Resposta da crítica
| Críticas profissionais | Críticas profissionais |
| Avaliações da crítica  | Avaliações da crítica  |
| Fonte                  | Avaliação              |
| ---------------------- | ---------------------- |
| Allmusic               | [ 29 ]                 |
| Blender                | [ 30 ]                 |
| Robert Christgau       | (B)                    |
| Entertainment Weekly   | (B)                    |
| New York Times         | (infavorável)          |
| NME                    | (9/10)                 |
| PopMatters             | (7/10)                 |
| Q                      | [ 36 ]                 |
| Rolling Stone          | [ 37 ]                 |
| ’’Village Voice’’      | (favorável)            |

Comentários do álbum foram em geral favoráveis após o lançamento, em especial da mídia, mas alguns críticos afirmaram que o álbum ficou aquém dos padrões estabelecidos por A Rush of Blood to the Head, predecessor de X&Y. Coldplay também recebeu várias críticas para as semelhanças entre o single, "Speed of Sound", e "Clocks", uma das canções mais populares da banda até à data. Outros notaram as semelhanças evidentes com o som da banda irlandesa U2, que podem ser ouvidas em todo o álbum.
Kelefa Sanneh da revista Rolling Stone, foi menos contente com X&Y, escrevendo que "é algo menos excitante" comparado ao A Rush of Blood to the Head que "foi um álbum mínimo comparado aquela grandeza". Sanneh notou que o álbum é "o som de uma banda de se fundir, tentando não se desinflar" e "um número surpreendente de músicas que eles nunca colocaram em um álbum". Apesar de tal, ela cumprimenta o álbum caracterizando como "lindas baladas com sons, bem estilo Coldplay". Stephen Thomas Erlewine da Allmusic contra-argumentou, dizendo que "É um disco bom, puro, profissional, e que garantiu, uma sequela sonoramente satisfatória como A Rush of Blood to the Head", indicando-o como "impecável" e "uma forte realização". No entanto, Erlewine tem opiniões para a composição de Martin, comentando que o álbum revela o seu "solipsismo em um beco sem saída, diminuindo a estatura da banda". Alexis Petridis, em sua revisão em março 2005 para o jornal britânico The Guardian, tinha opiniões mistas. Petridis elogiou algumas das canções do álbum, por escrito, que são "ligados principalmente pela maravilhosidade"; no entanto, ele criticou as letras, alegando "serem tão desprovidas de personalidade que soam menos como letras de músicas". Pitchfork deu-lhe um 4.9 de 10, alegando que era "agradável mas nunca ofensiva, incrível mas não memorável."

### Performance comercial

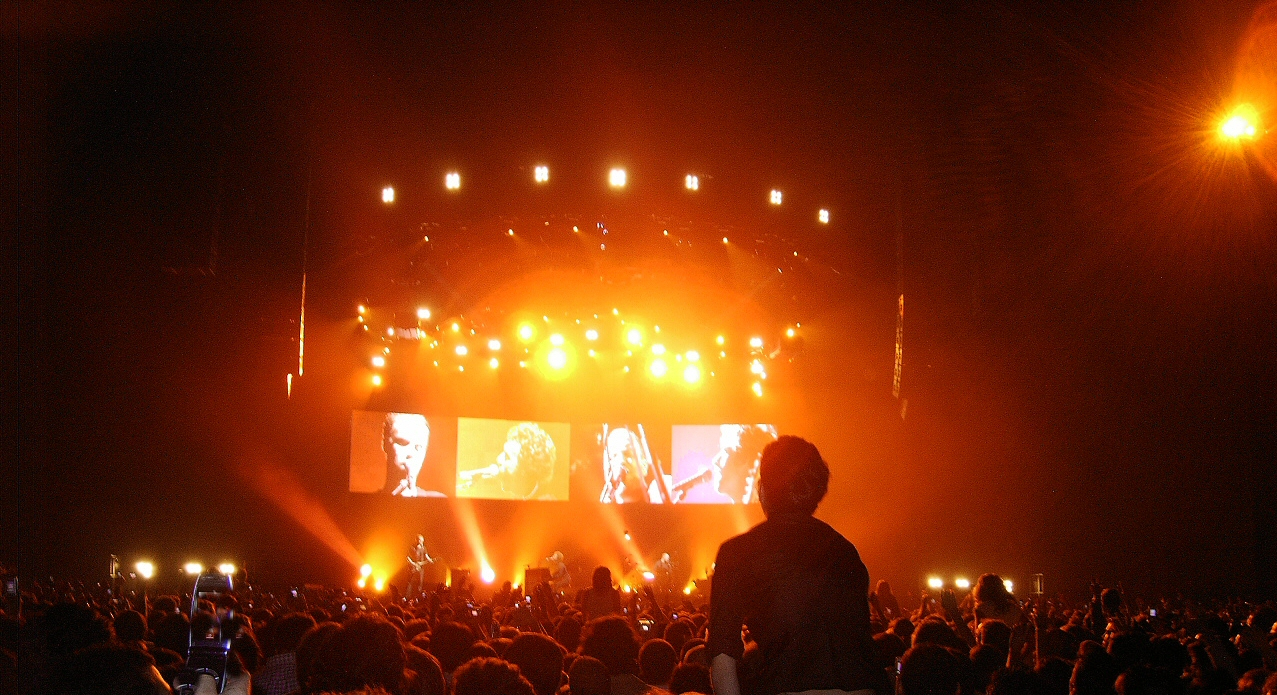
Coldplay performando no Pavilhão Atlântico, Lisboa, Portugal durante a Twisted Logic Tour em 2005.

X&Y teve um enorme sucesso comercial na Europa. O álbum estreou na posição de número um na UK Albums Chart (se tornando terceiro álbum consecutivo do Coldplay a estrear na primeira posição) com o acumulado de vendas de 464.471 cópias (o álbum se tornou a segundo maior estreia na história das paradas britânicas). Até à data, a British Phonographic Industry (BPI) certificou o álbum como oito vezes disco de Platina. O álbum ficou posicionado em número nove na lista dos 20 álbuns mais vendidos do Reino Unido no século XXI, publicada pelo jornal britânico comercial Music Week.
A imprensa americana considerou X&Y um marco na carreira do Coldplay. O álbum estreou na posição de número um na Billboard 200, dos Estados Unidos, vendando 737.000 cópias, apesar da semana retalhista ter sido altamente concorrencial. O álbum deu à banda seu primeiro álbum número nos EUA, e suas vendas iniciais superaram álbum anterior lançado pela banda; Parachutes acumulou mais de 6.500 cópias em sua estreia e A Rush of Blood to the Head com vendas de 141.000. X&Y foi o segundo álbum mais vendido nos Estados Unidos em 2005, atrás somente do rapper americano 50 Cent, com o seu segundo álbum The Massacre, que vendeu mais de um milhão de unidades em sua primeira semana de lançamento. X&Y também foi a maior estreia e também o mais vendido do gênero rock. A Recording Industry Association of America (RIAA) desde então, certificou o álbum como três vezes disco de Platina pela venda acumulada de mais de três milhões de cópias. No total, o álbum foi no ano de 2005 o mais vendido em todo o mundo, com a melhor venda, acumulando mais de de 8,3 milhões de cópias, apesar da queda agregada de três por cento das vendas devido à pirataria digital e física.

### Prêmios
O álbum recebeu vários prêmios para a banda. Em 2006, ganhou o prêmio de Melhor Álbum Britânico no BRIT Awards, e Álbum Internacional do Ano no Juno Awards na qual Coldplay compartilhou o prêmio com o grupo americano de hip hop Black Eyed Peas. X&Y marcou a terceira indicação consecutiva do Coldplay para o Mercury Prize. Ele também foi indicado para Melhor Álbum de Rock no 48º Grammy Awards, mas perdeu para a banda irlandesa U2, com o álbum How to Dismantle an Atomic Bomb.

## Lista de faixas
Todas as canções foram escritas por Guy Berryman, Jonny Buckland, Will Champion e Chris Martin, exceto onde indicado.
| CD Principal |                                                                                |         |  |
| N.º          | Título                                                                         | Duração |  |
| 1.           | "Square One"                                                                   | 4:47    |  |
| 2.           | "What If"                                                                      | 4:57    |  |
| 3.           | "White Shadows"                                                                | 5:28    |  |
| 4.           | "Fix You"                                                                      | 4:54    |  |
| 5.           | "Talk" (Berryman, Buckland, Champion, Martin, Hütter, Bartos, Schult)          | 5:11    |  |
| 6.           | "X&Y"                                                                          | 4:34    |  |
| 7.           | "Speed of Sound"                                                               | 4:48    |  |
| 8.           | "A Message"                                                                    | 4:45    |  |
| 9.           | "Low"                                                                          | 5:32    |  |
| 10.          | "The Hardest Part"                                                             | 4:25    |  |
| 11.          | "Swallowed in the Sea"                                                         | 3:58    |  |
| 12.          | "Twisted Logic" (na verdade, até 4:31 termina, seguido pelo silêncio até 5:01) | 5:01    |  |
| 13.          | "Til Kingdom Come" (faixa escondida)                                           | 4:10    |  |

| Faixas Bônus |                                                                         |         |  |
| N.º          | Título                                                                  | Duração |  |
| 14.          | "How You See the World" (disponível apenas em algumas versões do Japão) | 4:04    |  |

### Tour edition DVD
Para coincidir com a turnê do Coldplay na Austrália, Sudeste Asiático e América Latina, o álbum foi relançado nesses territórios como "Tour Edition", que também inclui todas as faixas B-side e videoclipes dos singles do disco em um DVD bônus:
| Áudio somente na seção |                                          |         |  |
| N.º                    | Título                                   | Duração |  |
| 1.                     | "Things I Don't Understand"              |         |  |
| 2.                     | "Proof"                                  |         |  |
| 3.                     | "The World Turned Upside Down"           |         |  |
| 4.                     | "Pour Me" (ao vivo @ the Hollywood Bowl) |         |  |
| 5.                     | "Sleeping Sun"                           |         |  |
| 6.                     | "Gravity"                                |         |  |

| Seção Audiovisual |                            |         |  |
| N.º               | Título                     | Duração |  |
| 1.                | "Speed of Sound" (vídeo)   |         |  |
| 2.                | "Fix You" (vídeo)          |         |  |
| 3.                | "Talk" (vídeo)             |         |  |
| 4.                | "The Hardest Part" (vídeo) |         |  |

### Tour edition CD
Além disso, um raro "Japan Tour Special Edition" (Cat. No. TOCP-66523) foi lançado em 2006. Este é o único "Tour Edition", que tem o disco como um CD bônus (CD Extra) (Cat. No. NCD-3013), sendo uma cópia controlada. Todos os outros comandos de proteção "Tour Edition" têm cópia. A lista de faixas é exatamente a mesma que em outros "Tour Editions".

## Desempenho, vendas e certificações
| Parada             | Melhor posição | Certificação | Vendas/transferências |
| ------------------ | -------------- | ------------ | --------------------- |
| Alemanha           | 1              | 3× Platina   | 600.000               |
| Argentina          | 1              | 3× Platina   | 120.000               |
| Austrália          | 1              | 6× Platina   | 420.000               |
| Áustria            | 1              | Platina      | 30.000                |
| Bélgica (Flandres) | 1              | 2× Platina   | 100.000               |
| Bélgica (Valónia)  | 1              | 2× Platina   | 100.000               |
| Brasil             | 9              | Ouro         | 50.000                |
| Canadá             | 1              | 5× Platina   | 500.000               |
| Dinamarca          | 1              | Platina      | 30.000                |
| Espanha            | 2              | 2× Platina   | 200.000               |
| Estados Unidos     | 1              | 3× Platina   | 3.000.000             |
| Europa             | 1              | 5× Platina   | 5.000.000             |
| Finlândia          | 1              | Platina      | 34.222                |
| França             | 1              | 2× Platina   | 200.000               |
| Grécia             | 1              | Ouro         | 10.000                |
| Holanda            | 1              | Platina      | 80.000                |
| Hong Kong          | –              | Ouro         | 7.500                 |
| Hungria            | 13             | –            | –                     |
| Irlanda            | 1              | 8× Platina   | 120.000               |
| Itália             | 1              | Platina      | 181.000/ 60.000       |
| Japão              | 103            | Ouro         | 100.000               |
| México             | 2              | Platina      | 100.000               |
| Noruega            | 1              | –            | –                     |
| Nova Zelândia      | 1              | 4× Platina   | 60.000                |
| Polônia            | 3              | –            | –                     |
| Portugal           | 1              | 2× Platina   | 40.000                |
| Reino Unido        | 1              | 9× Platina   | 2.400.000             |
| República Tcheca   | 4              | –            | –                     |
| Rússia             | –              | Ouro         | 10.000                |
| Suécia             | 1              | Platina      | 60.000                |
| Suíça              | 1              | 2× Platina   | 80.000                |